# Um Dia, o Amor
Um Dia, o Amor foi uma telenovela brasileira produzida pela extinta TV Tupi e exibida de 22 de setembro de 1975 a 29 de maio de 1976, contando 212 capítulos. 
Baseada na radionovela As Três Marias, foi escrita por Teixeira Filho e dirigida por David Grinberg.
Dos 212 capítulos originalmente exibidos, apenas 21 foram preservados, estando sob a guarda da Cinemateca Brasileira.

## Trama
Ricardo é um viúvo com três filhas jovens e bonitas: Maria Leonor, Maria Cecília e Maria Isabel. Seu amor do passado é Marília, mas não ficou com ela. Por causa das intrigas de Amadeu, os dois se separaram. Amadeu casou-se com Marília, e para mantê-la longe dos olhos de Ricardo, a levou para morar consigo na Itália, onde ele foi dirigir a filial da empresa de sua família.
Mas o casal retorna ao Brasil, se instalando na casa em frente à casa de Ricardo. Marília e Ricardo redescobrem o amor da juventude e passam a se cortejar da sacada de suas mansões. O retorno de Amadeu tem um propósito: ele está interessado em se apossar dos negócios da família, mais precisamente em tirar o velho pai, o Dr. Maciel, da frente das empresas. Ele tem o apoio de sua mãe, a autoritária Lucinha, que só tem olhos para o filho. Mas o velho é esperto e distribui as ações com Ricardo, alto executivo da companhia.
O Dr. Maciel é morto num acidente de carro – os freios foram violados, o que causou sua morte. Amadeu e Ricardo são os principais suspeitos. Assim como o mecânico Zanata, que fora ludibriado por Lucinha. As investigações do delegado Celso levam à Maria Eunice, um caso do passado de Amadeu, que tivera uma filha com ele. Essa menina foi adotada por Ricardo: qual de suas três filhas não é legítima?
Ao final descobre-se que a responsável pelo atentado que causou a morte do Dr. Maciel foi sua mulher, Lucinha. E a filha de Amadeu e Maria Eunice, criada por Ricardo, é Maria Leonor.

## Elenco
- Carlos Zara - Ricardo Amaral do Prado Jr.
- Maria Estela - Marília
- Henrique Martins - Amadeu
- Rodolfo Mayer - Dr. Marcial Medeiros e Albuquerque
- Lélia Abramo - Lucinha
- Glauce Graieb - Maria Leonor
- Lisa Vieira - Maria Cecília
- Nádia Lippi - Maria Isabel
- Felipe Carone - Zanata
- Denise del Vecchio - Adriana
- Cleston Teixeira - Mauro
- Luiz Carlos de Moraes - Maurício
- Fausto Rocha - Leonardo
- Flávio Galvão - Wálter
- Amilton Monteiro - Marcos
- Eleonor Bruno - Emília
- Lucy Meirelles - Suely
- Renato Restier - Dr. Prado
- Maria Aparecida Baxter - Mariana
- Douglas Mazzola
- Cleyde Yáconis - Maria Eunice Fernandes
- Vera Nunes - Arlinda
- Rildo Gonçalves - Dr. Celso
- Noira Mello - Marina
- Leonor Navarro - Dona Generosa
- Antônio Petrin - Dr. Miguel
- Wanda Gugielmello - Bibi
- Geny Prado - Eulália
- Hilkias de Oliveira - Gustavo
- Miro Ferri - Onofre
- Zodja Pereira - Sílvia
- Márcia Rita Huri - Helena
- Miriam Rodrigues - Rosa
- Luiz Antônio Piva - Dr. Afonso
- Eduardo Abbas - Homero
- Marcelo Coutinho - Toninho
- Odair Toledo - Meridiano
- Lucila Lancaster - Beata
- Matheus Carrieri - Bio
- Mário Couto - Chico
- Edgard Franco - Dr. Bento de Souza Castro
- Antônio Leite - Advogado
- Lia de Aguiar - Débora
- Regina Nogueira
- Alzira Andrade
- Rúbens Pignatari
- Ana Luiza Lancaster

## Trilhas Sonoras

### Trilha Sonora Nacional
1. Tanto Amor (Aurora) - Maria Odette e Carlos Zara (tema de abertura)
2. Solo Pleno de Sogni - Flávio Carvalho
3. E Sempre o Mesmo Amor - Os 3 Morais
4. Maria Isabel - Cleston Teixeira (tema de Maria Isabel)
5. Te Quero, Amor - Márcio Prado (tema de Marília)
6. Tudo Bem - Antônio Carlos de Carvalho
7. Nada na Cuca - Flávio Carvalho
8. Tema Triste - Luiz Arruda Paes (tema de Ricardo)
9. Tema de Cecília - Luiz Fabiano (tema de Maria Cecília)
10. Brinquei de Querer Você - Ângelo Antônio
11. Leonor - Os 3 Morais (tema de Maria Leonor)
12. Aurora (Tanto Amor) - Luiz Arruda Paes

### Trilha Sonora Internacional
1. Aurora - Massimo Guantini (tema de Ricardo)
2. Me And My Love - Ace Spectrum
3. Tornerai, Tornerò - Homo Sapiens (tema de Maria Leonor)
4. I Don't Want To Lose You - Spinners (tema de Ricardo e Marília)
5. We Must To Live Together - Black Island Group
6. Love Is Alive - Gary Wright
7. Haunted (By Your Love) - Blue Magic (tema de Maria Cecília)
8. I Found Love - The Sweepers
9. Goodnight - Mickey Newbury
10. Every Beat Of My Heart - Ronnie Jones
11. Part Time Love - David Gates (tema de Maria Isabel)
12. Lady In Blue - Joe Dolan (tema de Lucinha)

- Seleção musical e sonoplastia da novela: Pedro Jacinto
- Coordenação de produção: Alberto Ferreira
- Direção de produção: Sidney Morais
- Supervisão musical: Cayon Gadia